# Patrick van Aanholt
Patrick John Miguel van Aanholt (født 29. august 1990) er en hollandsk fodboldspiller, der spiller for Sparta Rotterdam i Holland. Han har tidligere repræsenteret blandt andet Chelsea, Sunderland, Coventry og Crystal Palace.

## Landshold
Van Aanholt har (pr. april 2018) optrådt syv gange for Hollands A-landshold. Derudover har han spillet adskillige kampe for landets U17, U19 samt U21 landshold.